# Manley Hot Springs
Manley Hot Springs és una concentració de població designada pel cens dels Estats Units a l'estat d'Alaska. Segons el cens del 2000 tenia 72 habitants.

## Demografia
Segons el cens del 2000, Manley Hot Springs tenia 72 habitants, 36 habitatges, i 19 famílies La densitat de població era de 0,5 habitants/km².
Dels 36 habitatges en un 19,4% hi vivien nens de menys de 18 anys, en un 47,2% hi vivien parelles casades, en un 5,6% dones solteres, i en un 47,2% no eren unitats familiars. En el 38,9% dels habitatges hi vivien persones soles el 2,8% de les quals corresponia a persones de 65 anys o més que vivien soles. El nombre mitjà de persones vivint en cada habitatge era de 2 i el nombre mitjà de persones que vivien en cada família era de 2,58.
Per edats la població es repartia de la següent manera: un 15,3% tenia menys de 18 anys, un 4,2% entre 18 i 24, un 30,6% entre 25 i 44, un 37,5% de 45 a 60 i un 12,5% 65 anys o més.
L'edat mediana era de 44 anys. Per cada 100 dones hi havia 125 homes. Per cada 100 dones de 18 o més anys hi havia 110,3 homes.
La renda mediana per habitatge era de 29.000 $ i la renda mediana per família de 59.583 $. Els homes tenien una renda mediana de 36.250 $ mentre que les dones 16.250 $. La renda per capita de la població era de 21.751 $. Cap de les famílies i el 9,7% de la població estaven per davall del llindar de pobresa.

## Poblacions més properes
El següent diagrama mostra les poblacions més properes.